# Ксенократ Акрагантский
Ксенократ (др.-греч. Ξενοκράτης; ум. в конце 470-х до н. э.) — сицилийский аристократ, победитель спортивных соревнований.
Сын Энесидема из рода Эмменидов, брат тирана Ферона.
Был знаменит своими скаковыми лошадьми, участвовал в панэллинских играх. Первую победу одержал на 24-х Пифийских играх в 490 до н. э. в гонках колесниц, прославив свою семью еще до того, как его брат стал тираном.
Хвалебная ода по этому случаю, была, как считается, заказана Симониду, кроме того, 28-летний Пиндар посвятил этой победе одну из своих ранних песен (Шестая Пифийская ода («Антилох»), возможно, даже без заказа. Фактически её адресатом был сын Ксенократа Фрасибул, друг поэта и, возможно, возничий, добывший отцу победу.
В этой оде он уподобляет Фрасибула герою Антилоху, павшему, защищая своего отца.
В 470-х годах до н. э. квадрига Ксенократа одержала победу на Истмийских играх, а до этого его лошади выиграли Панафинеи, важнейшее среди соревнований, не имевших панэллинского статуса.
Песнь в честь истмийской победы была заказана Пиндару, и должна была исполняться на родовом празднестве, устроенном Ксенократом, но он умер не дожив до этого события. Тем не менее, Пиндар сочинил песнь (Вторая Истмийская ода), посвятив её Ксенократу, его вознице Никомаху и своему другу Фрасибулу. Обычного мифологического сюжета в этой оде нет, и она состоит из одних восхвалений.
Считается, что дочь Ксенократа стала около 476 до н. э. третьей женой сиракузского тирана Гиерона I.